# Полупроводник
Полупроводни́к — материал, по удельной проводимости занимающий промежуточное место между проводниками и диэлектриками, и отличающийся от проводников (металлов) сильной зависимостью удельной проводимости от концентрации примесей, температуры и воздействия различных видов излучения. Основным свойством полупроводников является увеличение электрической проводимости с ростом температуры.
Полупроводниками являются кристаллические вещества, ширина запрещённой зоны которых составляет порядка электрон-вольта (эВ). Например, алмаз можно отнести к широкозонным полупроводникам (около 5,47 эВ), а арсенид индия — к узкозонным (0,35 эВ). К числу полупроводников относятся многие простые вещества (германий, кремний, селен, теллур, мышьяк и другие), огромное количество сплавов и химических соединений (арсенид галлия, нитрид галлия, сплав КРТ (кадмий-ртуть-теллур), теллурид кадмия, теллурид висмута, и др.).
Атом другого химического элемента в чистой кристаллической решётке (например, атом фосфора, бора и т. д. в кристалле кремния) называется примесью. В зависимости от того, отдаёт ли примесной атом электрон в кристалл (в вышеприведённом примере — фосфор) или захватывает его (бор), примесные атомы называют донорными или акцепторными. Характер примеси может меняться в зависимости от того, какой атом кристаллической решётки она замещает, в какую кристаллографическую плоскость встраивается.
Проводимость полупроводников зависит от температуры. Вблизи температуры абсолютного нуля полупроводники имеют свойства диэлектриков.

## История
В 1833 году английский физик экспериментатор Майкл Фарадей в своей работе «Экспериментальные исследования по электричеству» описал необычную температурную зависимость электропроводимости сульфида серебра, которая увеличивалась при повышении температуры, в то время как проводимость металлов при нагреве уменьшалась. К 1838 году Фарадей открыл ещё 5 веществ с подобными свойствами. Позднее такие вещества назовут «полупроводниками».
В 1820—1900 годы, большой вклад в исследование различных свойств кристаллов внесла династия французских физиков Беккерелей: Антуан Сезар Беккерель, Александр Эдмон Беккерель и Антуан Анри Беккерель. Были изучены пьезоэлектрические, термоэлектрические свойства кристаллов, в 1851 году Александр Эдмон Беккерель открыл фотогальванический эффект в переходе электролит-полупроводник.

## Механизм электрической проводимости
Полупроводники характеризуются свойствами как проводников, так и диэлектриков. В полупроводниковых кристаллах атомы устанавливают ковалентные связи (то есть, один электрон в кристалле кремния связан двумя атомами) и электронам необходим уровень внутренней энергии для высвобождения из атома (1,76⋅10−19 Дж против 11,2⋅10−19 Дж, чем и характеризуется отличие между полупроводниками и диэлектриками). Эта энергия появляется в них при повышении температуры (например, при комнатной температуре уровень энергии теплового движения атомов равняется 0,04⋅10−19 Дж), и отдельные электроны получают энергию для отрыва от ядра. С ростом температуры число свободных электронов и дырок увеличивается, поэтому в полупроводнике, не содержащем примесей, удельное электрическое сопротивление уменьшается. Условно принято считать полупроводниками элементы с энергией связи электронов меньшей, чем 1,5—2 эВ. Электронно-дырочный механизм проводимости проявляется у собственных (то есть без примесей) полупроводников. Он называется собственной электрической проводимостью полупроводников.

### Свободное место в электронной оболочке атома
Во время разрыва связи между электроном и ядром появляется свободное место в электронной оболочке атома. Это обуславливает переход электрона с другого атома на атом со свободным местом. На атом, откуда перешёл электрон, входит другой электрон из другого атома и т. д. Этот процесс обуславливается ковалентными связями атомов. Таким образом, происходит перемещение положительного заряда без перемещения самого атома. Этот условный положительный заряд называют дыркой.
Обычно подвижность дырок в полупроводнике ниже подвижности электронов.

### Энергетические зоны
Между зоной проводимости Еп и валентной зоной Ев расположена зона запрещённых значений энергии электронов Ез. Разность Еп−Ев равна ширине запрещенной зоны Ез. С ростом ширины Ез число электронно-дырочных пар и проводимость собственного полупроводника уменьшается, а удельное сопротивление возрастает.

### Подвижность
Подвижностью {\displaystyle \mu } называют коэффициент пропорциональности между дрейфовой скоростью {\displaystyle {\vec {v}}} носителей тока и величиной приложенного электрического поля {\displaystyle {\vec {E}}:}
{\displaystyle {\vec {v}}=\mu {\vec {E}}.}
При этом, вообще говоря, в анизотропных кристаллах подвижность является тензором с компонентами {\displaystyle \mu _{\alpha \beta }:}
{\displaystyle \ v_{\alpha }=\mu _{\alpha \beta }E_{\beta }.}
Подвижность электронов и дырок зависит от их концентрации в полупроводнике (см. рисунок). При большой концентрации носителей заряда вероятность столкновения между ними вырастает, что приводит к уменьшению подвижности, но несмотря на снижение подвижности проводимость увеличивается при повышении степени легирования, так как снижение подвижности компенсируется увеличением концентрации носителей заряда.
Размерность подвижности — м²/(В·с) в СИ или см/(В·с)в системе СГС.

## Собственная проводимость
При термодинамическом равновесии концентрация электронов полупроводника связана с температурой следующим соотношением:
{\displaystyle {\bar {n}}={\frac {2}{h^{3}}}(2\pi mkT)^{3/2}e^{-{\frac {E_{C}-E_{F}}{kT}}}}
где:
{\displaystyle h} — постоянная Планка;
{\displaystyle m} — масса электрона;
{\displaystyle T} — абсолютная температура;
{\displaystyle E_{C}} — уровень зоны проводимости;
{\displaystyle E_{F}} — уровень Ферми.
Также, концентрация дырок полупроводника связана с температурой следующим соотношением:
{\displaystyle {\bar {p}}={\frac {2}{h^{3}}}(2\pi mkT)^{3/2}e^{-{\frac {E_{F}-E_{V}}{kT}}}}
где:
{\displaystyle h} — постоянная Планка.
{\displaystyle m} — эффективная масса дырки;
{\displaystyle T} — абсолютная температура;
{\displaystyle E_{F}} — уровень Ферми;
{\displaystyle E_{V}} — уровень валентной зоны.
Собственная концентрация {\displaystyle n_{i}} связана с {\displaystyle {\bar {n}}} и {\displaystyle {\bar {p}}} следующим соотношением:
{\displaystyle {\bar {n}}{\bar {p}}=n_{i}^{2}}

## Виды полупроводников

### По характеру проводимости

#### Собственная проводимость
Полупроводники, в которых свободные электроны и «дырки» появляются в процессе ионизации атомов, из которых построен весь кристалл, называют полупроводниками с собственной проводимостью. В полупроводниках с собственной проводимостью концентрация свободных электронов равняется концентрации «дырок».
Проводимость связана с подвижностью частиц следующим соотношением:
{\displaystyle \sigma ={\frac {1}{\rho }}=q(N_{\rm {n}}\mu _{\rm {n}}+N_{\rm {p}}\mu _{\rm {p}})}
где {\displaystyle \rho } — удельное сопротивление, {\displaystyle \mu _{\rm {n}}} — подвижность электронов, {\displaystyle \mu _{\rm {p}}} — подвижность дырок, {\displaystyle N_{n,p}} — их концентрация, q — элементарный электрический заряд (1,602⋅10−19 Кл).
Для собственного полупроводника концентрации носителей совпадают, и формула принимает вид:
{\displaystyle \sigma ={\frac {1}{\rho }}=qN(\mu _{\rm {n}}+\mu _{\rm {p}})}

#### Примесная проводимость
Для создания полупроводниковых приборов часто используют кристаллы с примесной проводимостью. Такие кристаллы изготавливаются с помощью внесения примесей с атомами трехвалентного или пятивалентного химического элемента.

### По виду проводимости

#### Электронные полупроводники (n-типа)
Термин «n-тип» происходит от слова «negative», обозначающего отрицательный заряд основных носителей. Этот вид полупроводников имеет примесную природу. В четырёхвалентный полупроводник (например, кремний) добавляют примесь пятивалентного полупроводника (например, мышьяка). В процессе взаимодействия каждый атом примеси вступает в ковалентную связь с атомами кремния. Однако для пятого электрона атома мышьяка нет места в насыщенных валентных связях, и он переходит на дальнюю электронную оболочку. Там для отрыва электрона от атома нужно меньшее количество энергии. Электрон отрывается и превращается в свободный. В данном случае перенос заряда осуществляется электроном, а не дыркой, то есть данный вид полупроводников проводит электрический ток подобно металлам. Примеси, которые добавляют в полупроводники, вследствие чего они превращаются в полупроводники n-типа, называются донорными.
Проводимость N-полупроводников приблизительно равна:
{\displaystyle \sigma \approx qN_{\rm {n}}\mu _{\rm {n}}}

#### Дырочные полупроводники (р-типа)
Термин «p-тип» происходит от слова «positive», обозначающего положительный заряд основных носителей. Этот вид полупроводников, кроме примесной основы, характеризуется дырочной природой проводимости. В четырёхвалентный полупроводник (например, в кремний) добавляют небольшое количество атомов трехвалентного элемента (например, индия). Каждый атом примеси устанавливает ковалентную связь с тремя соседними атомами кремния. Для установки связи с четвёртым атомом кремния у атома индия нет валентного электрона, поэтому он захватывает валентный электрон из ковалентной связи между соседними атомами кремния и становится отрицательно заряженным ионом, вследствие чего образуется дырка. Примеси, которые добавляют в этом случае, называются акцепторными.
Проводимость p-полупроводников приблизительно равна:
{\displaystyle \sigma \approx qN_{\rm {p}}\mu _{\rm {p}}}

## Использование в радиотехнике

### Полупроводниковый диод
Полупроводниковый диод состоит из двух типов полупроводников — дырочного и электронного. В процессе контакта между этими областями из области с полупроводником n-типа в область с полупроводником p-типа проходят электроны, которые затем рекомбинируют с дырками. Вследствие этого возникает электрическое поле между двумя областями, что устанавливает предел деления полупроводников — так называемый p-n переход. В результате в области с полупроводником p-типа возникает некомпенсированный заряд из отрицательных ионов, а в области с полупроводником n-типа возникает некомпенсированный заряд из положительных ионов. Разница между потенциалами достигает 0,3-0,6 В.
Связь между разницей потенциалов и концентрацией примесей выражается следующей формулой:
{\displaystyle \varphi =V_{\rm {T}}\ln \left({\frac {N_{\rm {n}}N_{\rm {p}}}{n_{\rm {i}}^{2}}}\right)}
где {\displaystyle V_{\rm {T}}} — термодинамическое напряжение, {\displaystyle N_{\rm {n}}} — концентрация электронов, {\displaystyle N_{\rm {p}}} — концентрация дырок, {\displaystyle n_{\rm {i}}} — собственная концентрация.
В процессе подачи напряжения плюсом на p-полупроводник и минусом на n-полупроводник внешнее электрическое поле будет направлено против внутреннего электрического поля p-n перехода и при достаточном напряжении электроны преодолеют p-n переход, и в цепи диода появится электрический ток (прямая проводимость, диод пропускает максимальный электрический ток). При подаче напряжения минусом на область с полупроводником p-типа и плюсом на область с полупроводником n-типа между двумя областями возникает область, которая не имеет свободных носителей электрического тока (обратная проводимость, диод сопротивляется пропусканию электрического тока). Обратный ток полупроводникового диода близок к нулю, но не равен нулю, так как в обеих областях всегда есть неосновные носители заряда. Для этих носителей p-n переход будет открыт.
Таким образом, p-n переход проявляет свойства односторонней проводимости, что обуславливается подачей напряжения с различной полярностью. Это свойство используют для выпрямления переменного тока.

### Транзистор
Транзистор — полупроводниковое устройство, которое состоит из двух областей с полупроводниками p- или n-типа, между которыми находится область с полупроводником n- или p-типа. Таким образом, в транзисторе есть две области p-n перехода.

## Типы полупроводников в периодической системе элементов
В нижеследующей таблице представлена информация о большом количестве полупроводниковых элементов и их соединений, разделённых на несколько типов:
- одноэлементные полупроводники IV группы периодической системы элементов,
- сложные: двухэлементные AIIIBV и AIIBVI из третьей и пятой группы и из второй и шестой группы элементов соответственно.

Все типы полупроводников обладают интересной зависимостью ширины запрещённой зоны от периода, а именно — с увеличением периода ширина запрещённой зоны уменьшается.
| Группа | IIB   | IIIA  | IVA   | VA    | VIA   |
| Период |       |       |       |       |       |
| 2      |       | 5 B   | 6 C   | 7 N   |       |
| 3      |       | 13 Al | 14 Si | 15 P  | 16 S  |
| 4      | 30 Zn | 31 Ga | 32 Ge | 33 As | 34 Se |
| 5      | 48 Cd | 49 In | 50 Sn | 51 Sb | 52 Te |
| 6      | 80 Hg |       |       |       |       |

## Физические явления в полупроводниках
Физические свойства полупроводников наиболее изучены по сравнению с металлами и диэлектриками. В немалой степени этому способствует огромное количество физических эффектов, которые не наблюдаемы ни в тех, ни в других веществах и связаны с устройством зонной структуры полупроводников и с достаточно узкой запрещённой зоной.
Основным стимулом для изучения полупроводниковых материалов является производство полупроводниковых приборов и интегральных микросхем — это в первую очередь относится к кремнию, но затрагивает и другие полупроводниковые материалы (Ge, GaAs, InP, InSb).
Кремний — непрямозонный полупроводник, оптэлектрические свойства которого широко используются для создания фотодиодов и солнечных батарей, однако на основе кремния трудно создать источник излучения и здесь используются прямозонные полупроводники — соединения типа AIIIBV, среди которых можно выделить GaAs, GaN, которые используются для создания светодиодов и полупроводниковых лазеров.
Собственный полупроводник при температуре абсолютного нуля не имеет свободных носителей в зоне проводимости в отличие от проводников и ведёт себя как диэлектрик. При сильном легировании ситуация может поменяться (см. вырожденные полупроводники).

### Легирование
Электрические свойства полупроводника могут сильно зависеть от дефектов в кристаллической структуре. Поэтому стремятся использовать очень чистые вещества, в основном, для электронной промышленности.
Легирующие примеси вводят для управления величиной и типом проводимости полупроводника. Например, широко применяемый кремний можно легировать элементами V подгруппы периодической системы элементов — фосфором, мышьяком которые являются донорами и получить кремний с электронным типом проводимости (n-Si). Для получения кремния с дырочным типом проводимости (p-Si) используют элементы III подгруппы бор или алюминий (акцептор). Так же получают компенсированные полупроводники для расположения уровня Ферми в середине запрещённой зоны.

## Методы получения
Свойства полупроводников зависят от способа получения, так как различные примеси в процессе роста могут изменить их. Наиболее дешёвый способ  промышленного получения монокристаллического технологического кремния — метод Чохральского. Для очистки технологического кремния используют также метод зонной плавки.
Для получения монокристаллов полупроводников используют различные методы физического и химического осаждения. Наиболее прецизионный и дорогой инструмент в руках технологов для роста монокристаллических плёнок — установки молекулярно-лучевой эпитаксии, позволяющей выращивать кристалл с точностью до монослоя.

## Оптика полупроводников
Поглощение света полупроводниками обусловлено переходами между энергетическими состояниями зонной структуры. Учитывая принцип запрета Паули, электроны могут переходить только из заполненного энергетического уровня на незаполненный. В собственном полупроводнике все состояния валентной зоны заполнены, а все состояния зоны проводимости незаполненные, поэтому переходы возможны лишь из валентной зоны в зону проводимости. Для осуществления такого перехода электрон должен получить от света энергию, превышающую ширину запрещённой зоны. Фотоны с меньшей энергией не вызывают переходов между электронными состояниями полупроводника, поэтому такие полупроводники прозрачны в области частот {\displaystyle \omega <E_{g}/\hbar } , где {\displaystyle E_{g}} — ширина запрещённой зоны, {\displaystyle \hbar } — постоянная Планка. Эта частота определяет фундаментальный край поглощения для полупроводника. Для полупроводников, которые зачастую применяются в электронике (кремний, германий, арсенид галлия) она лежит в инфракрасной области спектра.
Дополнительные ограничения на поглощение света полупроводников накладывают правила отбора, в частности закон сохранения импульса. Закон сохранения импульса требует, чтобы квазиимпульс конечного состояния отличался от квазиимпульса начального состояния на величину импульса поглощённого фотона. Волновое число фотона {\displaystyle 2\pi /\lambda }, где {\displaystyle \lambda } — длина волны, очень мало по сравнению с волновым вектором обратной решётки полупроводника, или, что то же самое, длина волны фотона в видимой области намного больше характерного межатомного расстояния в полупроводнике, что приводит к требованию того, чтобы квазиимпульс конечного состояния при электронном переходе практически равнялся квазиимпульсу начального состояния. При частотах, близких к фундаментальному краю поглощения, это возможно только для прямозонных полупроводников. Оптические переходы в полупроводниках, при которых импульс электрона почти не меняется называются прямыми или вертикальными. Импульс конечного состояния может значительно отличаться от импульса начального состояния, если в процессе поглощения фотона участвует ещё одна, третья частица, например, фонон. Такие переходы тоже возможны, хотя и менее вероятны. Они называются непрямыми переходами.
Таким образом, прямозонные полупроводники, такие как арсенид галлия, начинают сильно поглощать свет, когда энергия кванта превышает ширину запрещённой зоны. Такие полупроводники очень удобны для использования в оптоэлектронике.
Непрямозонные полупроводники, например, кремний, поглощают в области частот света с энергией кванта чуть больше ширины запрещённой зоны значительно слабее, только благодаря непрямым переходам, интенсивность которых зависит от присутствия фононов, и следовательно, от температуры. Граничная частота прямых переходов кремния больше 3 эВ, то есть лежит в ультрафиолетовой области спектра.
При переходе электрона из валентной зоны в зону проводимости в полупроводнике возникают свободные носители заряда, а следовательно фотопроводимость.
При частотах ниже края фундаментального поглощения также возможно поглощение света, которое связано с возбуждением экситонов, электронными переходами между уровнями примесей и разрешенными зонами, а также с поглощением света на колебаниях решётки и свободных носителях. Экситонные зоны расположены в полупроводнике несколько ниже дна зоны проводимости благодаря энергии связи экситона. Экситонные спектры поглощения имеют водородоподобную структуру энергетических уровней. Аналогичным образом примеси, акцепторы или доноры, создают акцепторные или донорные уровни, лежащие в запрещённой зоне. Они значительно модифицируют спектр поглощения легированного полупроводника. Если при непрямозонном переходе одновременно с квантом света поглощается фонон, то энергия поглощенного светового кванта может быть меньше на величину энергии фонона, что приводит к поглощению на частотах несколько ниже по энергии от фундаментального края поглощения.

## Список полупроводников
Полупроводниковые соединения делят на несколько типов:
- простые полупроводниковые материалы — собственно простые вещества, образованные химическими элементами: бор B, углерод C, германий Ge, кремний Si, селен Se, сера S, сурьма Sb, теллур Te и йод I. Самостоятельное применение широко нашли германий, кремний и селен. Остальные чаще всего применяются в качестве легирующих добавок или в качестве компонентов сложных полупроводниковых материалов;
- в группу сложных полупроводниковых материалов входят химические соединения из двух, трёх и более химических элементов. Полупроводниковые материалы из двух элементов называют бинарными, и так же, как это принято в химии, имеют наименование того компонента, металлические свойства которого выражены слабее. Так, бинарные соединения, содержащие мышьяк, называют арсенидами, серу — сульфидами, теллур — теллуридами, углерод — карбидами. Сложные полупроводниковые материалы объединяют по номеру группы Периодической системы элементов Д. И. Менделеева, к которой принадлежат компоненты соединения, и обозначают буквами латинского алфавита (A — первый элемент, B — второй и т. д.). Например, бинарное соединение фосфид индия InP имеет обозначение AIIIBV

Широкое применение получили следующие соединения:
AIIIBV
- InSb, InAs, InP, GaSb, GaP, AlSb, GaN, InN

AIIBV
- CdSb, ZnSb

AIIBVI
- ZnS, ZnSe, ZnTe, CdS, CdTe, HgSe, HgTe, HgS

AIVBVI
- PbS, PbSe, PbTe, SnTe, SnS, SnSe, GeS, GeSe

а также некоторые окислы свинца, олова, германия, кремния. Помимо окислов используются феррит, аморфные стёкла и многие другие соединения.(AIBIIIC2VI, AIBVC2VI, AIIBIVC2V, AIIB2IIC4VI, AIIBIVC3VI).
На основе большинства из приведённых бинарных соединений возможно получение их твёрдых растворов: (CdTe)x(HgTe)1-x, (HgTe)x(HgSe)1-x, (PbTe)x(SnTe)1-x, (PbSe)x(SnSe)1-x и других.
Соединения AIIIBV, в основном, применяются для изделий электронной техники, работающих на сверхвысоких частотах.
Соединения AIIBV используют в качестве люминофоров видимой области, светодиодов, датчиков Холла, модуляторов.
Соединения AIIIBV, AIIBVI и AIVBVI применяют при изготовлении источников и приёмников света, индикаторов и модуляторов излучений.
Окисные полупроводниковые соединения применяют для изготовления фотоэлементов, выпрямителей и сердечников высокочастотных индуктивностей.
| Параметры                                      | AlSb | GaSb     | InSb     | AlAs     | GaAs     | InAs  |
| ---------------------------------------------- | ---- | -------- | -------- | -------- | -------- | ----- |
| Температура плавления, К                       | 1333 | 998      | 798      | 1873     | 1553     | 1218  |
| Постоянная решётки, Å                          | 6,14 | 6,09     | 6,47     | 5,66     | 5,69     | 6,06  |
| Ширина запрещённой зоны ΔE, эВ                 | 0,52 | 0,7      | 0,18     | 2,2      | 1,41     | 0,35  |
| Диэлектрическая проницаемость ε                | 8,4  | 14,0     | 15,9     | —        | —        | —     |
| Подвижность, см²/(В·с):                        |      |          |          |          |          |       |
| электронов                                     | 50   | 5000     | 60 000   | —        | 4000     | 34000 |
| дырок                                          | 150  | 1000     | 4000     | —        | 400      | 460   |
| Показатель преломления света, n                | 3,0  | 3,7      | 4,1      | —        | 3,2      | 3,2   |
| Линейный коэффициент теплового расширения, K-1 | —    | 6,9·10-6 | 5,5·10-6 | 5,7·10-6 | 5,3·10-6 | —     |

### Группа IV
- собственные полупроводники
  - Кремний — Si
  - Германий — Ge
  - Серое олово — α-Sn
- составной полупроводник
  - Карбид кремния — SiC
  - Кремний-германий — SiGe

### Группа III-V
- 2-компонентные полупроводники
  - Антимонид алюминия — AlSb
  - Арсенид алюминия — AlAs
  - Нитрид алюминия — AlN
  - Фосфид алюминия — AlP
  - Нитрид бора — BN
  - Фосфид бора — BP
  - Арсенид бора — BAs
  - Антимонид галлия — GaSb
  - Арсенид галлия — GaAs
  - Нитрид галлия — GaN
  - Фосфид галлия — GaP
  - Антимонид индия — InSb
  - Арсенид индия — InAs
  - Нитрид индия — InN
  - Фосфид индия — InP
- 3-компонентные полупроводники
  - AlxGa1-xAs
  - InGaAs, InxGa1-xAs
  - InGaP
  - AlInAs
  - AlInSb
  - GaAsN
  - GaAsP
  - AlGaN
  - AlGaP
  - InGaN
  - InAsSb
  - InGaSb
- 4-компонентные полупроводники
  - AlGaInP, InAlGaP, InGaAlP, AlInGaP
  - AlGaAsP
  - InGaAsP
  - AlInAsP
  - AlGaAsN
  - InGaAsN
  - InAlAsN
  - GaAsSbN
- 5-компонентные полупроводники
  - GaInNAsSb
  - GaInAsSbP

### Группа II-VI
- 2-компонентные полупроводники
  - Селенид кадмия — CdSe
  - Сульфид кадмия — CdS
  - Теллурид кадмия — CdTe
  - Теллурид платины — PtTe
  - Оксид цинка — ZnO
  - Селенид цинка — ZnSe
  - Сульфид цинка — ZnS
  - Теллурид цинка — ZnTe
  - Теллурид свинца — PbTe
- 3-компонентные полупроводники
  - CdZnTe, CZT
  - HgCdTe
  - HgZnTe
  - HgZnSe

### Группа I-VII
- 2-компонентные полупроводники
  - Хлорид меди, CuCl

### Группа IV-VI
- 2-компонентные полупроводники
  - Селенид свинца, PbSe
  - Сульфид свинца, PbS
  - Теллурид свинца, PbTe
  - Сульфид олова, SnS
  - Теллурид олова, SnTe
- 3-компонентные полупроводники
  - PbSnTe
  - Tl2SnTe5
  - Tl2GeTe5

### Группа V-VI
- 2-компонентные полупроводники
  - Теллурид висмута, Bi2Te3

### Группа II—V
- 2-компонентные полупроводники
  - Фосфид кадмия, Cd3P2
  - Арсенид кадмия, Cd3As2
  - Антимонид кадмия, Cd3Sb2
  - Фосфид цинка, Zn3P2
  - Арсенид цинка, Zn3As2
  - Антимонид цинка, Zn3Sb2

### Другие
- - CuInGaSe
  - Силицид платины, PtSi
  - Иодид висмута(III), BiI3
  - Иодид ртути(II), HgI2
  - Бромид таллия(I), TlBr
  - Иодид меди(II), CuI2
  - Дисульфид молибдена, MoS2
  - Селенид галлия, GaSe
  - Сульфид олова(II), SnS
  - Сульфид висмута, Bi2S3
- Разные оксиды
  - Диоксид титана, TiO2
  - Оксид меди(I), Cu2O
  - Оксид меди(II), CuO
  - Диоксид урана, UO2
  - Триоксид урана, UO3

### Органические полупроводники
- Тетрацен
- Пентацен
- Акридон
- Перинон
- Флавантрон
- Индантрон
- Индол
- Alq3

### Магнитные полупроводники
- Ферромагнетики
  - Оксид европия, EuO
  - Сульфид европия, EuS
  - CdCr2Se4
  - GaMnAs
  - Pb1-xSnxTe легированный Mn2+
  - GaAs легированный Mn2+
  - ZnO легированный Co2+
- Антиферромагнетики
  - Теллурид европия, EuTe
  - Селенид европия, EuSe
  - Оксид никеля, NiO